# 長尾西站
長尾西站（日语：／ Nagao-nishi eki */?）是位於香川縣木田郡井戶村，高松電氣軌道的長尾線車站，現時已經廢止。
車站位於公文明站與長尾站之間。推測車站位於公文明站往長尾站一方約100米的鴨部川鐵橋西邊。

## 歷史
車站正式廢止日期不詳。
- 1912年（明治45年）4月30日 - 高松電氣軌道車站啟用。
- 1915年（大正4年）前 - 車站廢止[2]。

## 車站構造
車站是一座地面車站，設有1面1線的單式月台。

## 相鄰車站
高松電氣軌道
井戶－長尾西－長尾

## 注腳
1. ↑  當時的站名是井戶站。在1952年再次啟用時，改名為公文明站
2. ↑  當年2月的旅行資訊中沒有記述此站。因此在車站啟用不久己經廢止。